# Ryan Caltagirone
Ryan Caltagirone, es un actor estadounidense.

## Carrera
Ryan ha aparecido en diversos comerciales para la televisión, entre ellos para las joyas "Zales", "Foot Locker", "Song Airlines", "Dionysia", "Nissan Sentra", "Target", "Olive Garden", "Bush's Baked Beans", "Natural Light Beer", "Apple iPhone", "Turbo Tax", "Audi A3/TDI" y para "AT&T".
En 2010 interpretó al marino Karl Wachter a bordo del "USS Majestic" en la serie NCIS.
En el 2013 apareció como invitado en Criminal Minds donde interpretó a Doug Warn, quien se convierte en una de las víctimas del asesino en serie Paul Westin (Patrick Flueger) luego de que lo golpeara y apuñalara en la cara y los genitales después de tener relaciones con él en el episodio "Broken".
En 2014 obtuvo uno de los personajes principales en la película de horror Voodoo Possession donde interpretó a Aiden Chase, el hermano de Cody Chase (David Thomas Jenkins). Ese mismo año apareció como invitado en la serie Hot in Cleveland como Brian.
En el 2015 se unió al elenco recurrente de la serie The Young and the Restless donde interpretó al abogado Winston Mobley, quien mantiene una breve aventura con Hilary Curtis (Mishael Morgan).
En 2016 se unió al elenco recurrente de la serie Teachers donde interpreta a uno de los padres, hasta ahora.

## Filmografía

### Series de televisión
| Año             | Título                           | Personaje      | Notas                                            |
| --------------- | -------------------------------- | -------------- | ------------------------------------------------ |
| 2016-2019       | Teachers                         | Hot Dad        | 17 episodios                                     |
| 2018            | The Incredible Life of Darrell   | Officer Mick   | -                                                |
| 2018            | Ballers                          | Chad           | 1 episodio                                       |
| 2016 - presente | Theachers                        | Padre          | 6 episodios                                      |
| 2016            | Another Period                   | Sterling       | episodio "Harvard"                               |
| 2015            | Talentless                       | Thad           | episodio "Making Friends"                        |
| 2015            | The Young and the Restless       | Winston Mobley | 6 episodios                                      |
| 2015            | Young & Hungry                   | John           | episodio "Young & How Sofia Got Her Groove Back" |
| 2015            | Reasons I Don't Have a Boyfriend | Josh           | episodio "Too Competitive"                       |
| 2014            | Hot in Cleveland                 | Brian          | episodio "Fear and Loathing in Los Angeles"      |
| 2013 - 2014     | The Flip Side                    | -              | 4 episodios                                      |
| 2013            | Love Struck                      | Brian          | episodio "Ken Tyler"                             |
| 2013            | Criminal Minds                   | Doug Warn      | episodio "Broken"                                |
| 2012            | Bones                            | Costas         | episodio "The Tiger in the Tale"                 |
| 2010            | NCIS                             | Karl Wachter   | episodio "Patriot Down"                          |
| 2009            | Medium                           | Joven Hombre   | episodio "A Taste of Her Own Medicine"           |
| 2008            | CSI: Miami                       | Hombre         | episodio "The DeLuca Motel"                      |
| 2008            | Moonlight                        | Hank Bishop    | episodio "Sonata"                                |
| 2007            | Numb3rs                          | Barry Evans    | episodio "Robin Hood"                            |

### Películas
| Año  | Título               | Personaje   | Notas |
| ---- | -------------------- | ----------- | --- |
| 2016 | Married by Christmas | Paul Taylor | junto a Jes Macallan, April Bowlby, James Eckhouse, Lee Garlington, Adam Senn y Lauren Pritchard                            |
| 2014 | Voodoo Possession    | Aiden Chase | junto a Danny Trejo, Kerry Knuppe, David Thomas Jenkins, Treva Etienne y Tomas Boykin                                       |
| 2011 | El gran año          | Frank Jr.   | junto a Steve Martin, Jack Black, Owen Wilson, Rashida Jones, Anjelica Huston, Jim Parsons, Rosamund Pike y JoBeth Williams |